# Плоски (Ярославская область)
Плоски — деревня в Угличском районе Ярославской области России. 
В рамках организации местного самоуправления входит в Головинское сельское поселение, в рамках административно-территориального устройства — в Плоскинский сельский округ.

## География
Расположена в 25 километрах к юго-западу (по прямой) от центра города Углича.

## История
Каменный храм во имя Святой Живоначальной Троицы с колокольней на Шершавином погосте близ деревни построен в 1787 году на средства прихожан. В нем было три престола: Живоначальной Троицы, во имя Положения Честнаго Пояса Пресвятой Богородицы, вмц. Варвары. 
В конце XIX — начале XX века деревня входила в состав Плосковской волости Мышкинского уезда Ярославской губернии.
С 1929 года деревня являлась центром Плоскинского сельсовета Угличского района, с 2005 года — в составе Головинского сельского поселения.

## Население
| 1859 | 2002 | 2007 | 2010 |
| ---- | ---- | ---- | ---- |
| 87   | ↗150 | ↘145 | ↘126 |

Согласно результатам переписи 2002 года, в национальной структуре населения русские составляли 97 % от всех жителей.

## Достопримечательности
В деревне расположена недействующая Церковь Троицы Живоначальной (1787).